# Colonia Morelos, Nicolás Romero
Colonia Morelos är en ort i Mexiko, tillhörande kommunen Nicolás Romero i delstaten Mexiko. Colonia Morelos ligger i den centrala delen av landet och tillhör Mexico Citys storstadsområde. Orten hade 2 577 invånare vid folkmätningen 2010.